# 本多真梨子
本多真梨子（日语：／ Honda Mariko，10月3日—），日本女性配音員。出身於神奈川縣。A型血。原屬Production Ace，現在是amuleto所屬。畢業於日本工學院專門學校、娛樂媒體綜合學院東京校。

## 來歷、人物
學生時期收看動畫《聖槍修女》成為把聲優當目標的契機。於AMUSEMENT MEDIA綜合學院時期，在「電擊動畫DE夢實現 AMG聲優☆誕生競賽」活動中與同期的永井孝則一同獲得優勝，然後以電視動畫《我家有個狐仙大人》成為在聲優業界出道作。之後在《學生會的一存》中被拔擢為主角，並成為動畫衍生聲優組合「碧陽學園學生會」的一員參加相關活動。
於《守護貓娘緋鞠》跟小清水亞美共演期間，小清水則對本多以作為暱稱。
2013年5月10日，退出出道以來從屬的Production Ace之後，以自由聲優身分持續參加。同年12月1日，加入現在所屬的amuleto。
興趣和特長有書道（擁有6段）、插圖、玩遊戲、看手相、高速眨眼。
2015年10月起，不定期的方式舉辦個人活動「本多真梨子物語」。

## 演出
粗體字表示主要角色。

### 電視動畫
2008年
- 我家有個狐仙大人（矢野惠、岸田、電影的女性、女學生 等）

2009年
- 學生會的一存（櫻野玖璃夢[9]、濡子）

2010年
- 守護貓娘緋鞠（加耶、女學生）
- 天降之物f（中井凛、女人、晨間新聞聲音）

2011年
- 快盜天使雙胞胎 ～KYUNKYUN☆心跳樂園!!～（學生C）
- 這樣算是殭屍嗎（學生、女學生）
- Steins;Gate（女僕）
- 日常（相生祐子[10]）
- 熱拳本色 世界大會篇（潘朵拉）

2012年
- 即興動畫研究所（日语：アドリブアニメ研究所）（秋葉）
- 槍械少女!!（GALIL-AR[11]）
- 這樣算是殭屍嗎？OF THE DEAD（莉莉亞·莉莉絲）
- 學生會的一存Lv.2（櫻野玖璃夢）
- 咲-Saki- 阿知賀篇 episode of side-A（淺見花子）

2013年
- 萌萌侵略者 OUTBREAK COMPANY（羅蜜妲·加爾德[12]）
- 宇宙戰艦大和號2199（笠原真希[13]、宮澤千鶴[13]、島大介（日语：島大介）〈少年〉[14]、SID〈Cosmo Falcom〉[15]、SID〈100式空間偵察機〉[16]、女性隊員[17]、加米拉斯的少女[18]）
- 學生會的一存 Lv.2（櫻野玖璃夢[19]）
- 聖鬥士星矢Ω（賽雷娜）
- 幻想玩偶（岡崎麗華、圖涅[20]、薇薇）
- BLOOD LAD 血意少年（真由）
- 當不成勇者的我，只好認真找工作了。（川本君）

2014年
- 愛絲卡&羅吉的鍊金工房 ～黃昏天空之鍊金術士～（露西兒·耶魯內拉'[21]）
- 機械少女Z（小Z〈魔神Z〉[22]）
- 極黑的布倫希爾德（八田結花）
- 未來卡片 戰鬥夥伴（富士宮風音、火之神閻羅、武装騎神Dunamis）

2015年
- 干支魂（小狗[23]）
- Punch Line（伊里達秋奈）

2016年
- 逆轉裁判（松竹梅世）
- 制約之絆（和田）
- 任性High-Spec（鹿苑寺薰子[24]、母親）
- B-PROJECT ～鼓動＊Ambitious～（女高中生A）
- 這個美術社大有問題！（小枝木千佳）

2017年
- AKIBA'S TRIP -THE ANIMATION-（水道橋）
- 偶像事變（貓老大）
- CHAOS;CHILD（高柳桃寧）
- 動物朋友（獅[25]）
- The SNACK WORLD（日语：スナックワールド）（Penguin Night、可羅奈、史萊姆）
- 6HP/第6位公主（牟禮由香里／黃公主）
- 國王遊戲 The Animation（丸岡香織[26]）
- 咕嚕咕嚕魔法陣 (2017年版)（庫魯潔）

2018年
- 愛在雨過天晴時（石井）
- 哆啦A夢 (水田山葵版)（小孩C）
- 平交道時間（黑部[27]）
- 極道超女（新田美佳）
- 星光頻道（永辻摩頓）
- 命運石之門0（中瀨克美）

2019年
- 動物朋友II（獅）
- 從指尖開始真誠的熱情 -青梅竹馬是消防員-（渡邊翠[28]）－通常版

2020年
- 成群結伴！西頓學園（穴蜜瑛）
- 異種族風俗娘評鑑指南（芙蘭帕）
- 神之塔（夏·宥莉·吉黑德[29]）
- 異常生物見聞錄（渡鴉12345[30]）
- 我立於百萬生命之上（阿星、教師〈小學〉、貝麗麗）

2021年
- 如果這叫愛情感覺會很噁心（鈴木）
- 本田小狼與我（學生）
- 從指尖開始真誠的熱情 -戀人是消防員-（渡邊翠）－通常版
- 我立於百萬生命之上（妻子、隨從）

2022年
- 幕末替身傳說（阿糸、朔夜的母親、女傭、留吉、迷路的小孩、町人）
- 盛開的阿斯諾特莉亞 吸！（岐伯）

2023年
- 鄰人似銀河（小町的同學）
- 百姓貴族（石井[31]、女高中生、小學生、荒川家三女、懷疑人的黑貓 等）
- 暴食狂戰士（米莉亞）

2024年
- 百姓貴族（第2期）（石井[32]）

2026年
- 雞鬥士（伊莉莎白[33]）

### 電影動畫
- 颱風的諾爾達（2015年，委員長、東秀一〈7歲〉）

### OVA
- 日常「日常的0話」（2011年，相生祐子）
- 討厭藍天的謊言蟬子（2014年，蟬子）[注 1]
- 姐姐的妄想日記（2014年，冴木風花）[注 2]
- 姐姐的妄想日記（2015年，冴木風花）[注 3]

### 網路動畫
- 地獄幼稚園（日语：地獄ようちえん）（2013年，利維亞）
- 鐵金剛少女Z Plus（2015年，小Z〈魔神Z〉[34]）
- 惡魔72 The short animation 漫長戰旅的身旁（2019年，鎮民2）
- 忍者寶盒（日语：ニンジャボックス）（2019年，喬利奧）
- 干支魂 ～貓客萬來～（2021年，小狗）

2024年
- Fate/Grand Order 搞不懂的藤丸立香 第2期（特拉洛克、亚马逊人B）

### 遊戲
2010年
- 學生會的一存 -DS學生會-（櫻野玖璃夢[35]）
- BLUE ROSES ～妖精和藍眼的戰士們～（日语：BLUE ROSES 〜妖精と青い瞳の戦士たち〜）（尤菲米亞[36]）

2011年
- 日常〈宇宙人〉（相生祐子[37]）

2012年
- Glass Heart Princess（日语：Glass Heart Princess）（千賀皋月[38][39]）
- Star Plus One！（日语：スタプラ!）（篠之森真夜[40]）
- 斷罪的瑪麗亞 ～la Campanella～（日语：断罪のマリア）（嘆息的安娜[41]）

2013年
- 英國偵探神秘事件（日语：英国探偵ミステリア）（塞拉·馬普爾[42]）
- 愛絲卡&羅吉的鍊金工房 ～黃昏天空之鍊金術士～（露西兒·耶魯內拉[43]）
- Glass Heart Princess：PLATINUM（千賀皋月[44]）
- 召喚夜響曲5（日语：サモンナイト5）（佩莉愛[45]）
- 學生會的一存 Lv.2 PORTABLE（櫻野玖璃夢[46]）
- 魔法少女武鬥祭（真宮雷華[47]）
- （櫻野玖璃夢）

2014年
- IDOL-RISM（日语：アイドリズム）（東雲梅[48]）
- 前進吧！解謎城堡（兔子拉比[49]）
- 機械少女Z ONLINE（小Z〈魔神Z〉、機器娘Jr.[50]）

2015年
- 聖潔天使 ～第2風紀委員 少女戰鬥～（琴吹文、莉亞·莫里亞蒂）
- 愛絲卡&羅吉的鍊金工房 Plus ～黃昏天空之鍊金術士～（露西兒·耶魯內拉[51]）
- Hortensia SAGA -蒼之騎士團-（露娜[52]、妮娜[53]）
- 激次元組合 戰機少女VS殭屍軍團（天王星渦芽／橙色之心[54]）
- 極限凸起 萌情水晶（日语：限界凸起 モエロクリスタル）（飛礫[55]）
- PSYCHO-PASS 無法抉擇的幸福（姬川紫[56]）
- 車娘收藏（Forester、Levorg）
- STEINS;GATE 0（中瀨克美[57]）
- 美少女戰車隊（日语：しんぐんデストロ〜イ!）（小Z）
- 新次元遊戲 海王星VII（天王星渦芽／橙色之心[58][59]）
- 絕對迎擊戰爭（日语：絶対迎撃ウォーズ）（藍朵兒[60]）
- 超銀河船團（蒼井晴子[61]）
- 超次元大戰戰機少女 VS SEGA主機娘夢幻合體特別版（天王星渦芽[62]）
- Valiant Knights（艾莉莎·法蘭切絲卡[63]）
- 未來卡片 戰鬥夥伴 友情的爆熱對決！（富士宮風音[64]）
- 夢幻模擬戰 輪迴 -轉生-（日语：ラングリッサー リインカーネーション -転生-）（洛倫蒂亞·尤斯泰茨[65]）

2016年
- 祝姬（春宮椿子[66]）
- VALKYRIE ANATOMIA -THE ORIGIN-（日语：ヴァルキリーアナトミア -ジ・オリジン-）（露琪亞）
- 企業☆女孩（那須葉月[67]）
- 格林筆記（桃樂絲[68]）
- 極限凸旗七海盜（日语：限界凸旗 セブンパイレーツ）（林德[69]）
- 召喚夜響曲6 消逝的境界（日语：サモンナイト6 失われた境界たち）（佩莉愛[70]）
- Drift Girls（田苗椿妃[71]）
- 可塑性記憶（萌葱悠[72]）

2017年
- 祝姬 -祀-（春宮椿子[73]）
- 御城收藏:RE（日语：御城プロジェクト）（馬爾堡城[74]、千早城[75]）
- CHAOS;CHILD LOVE chu chu!!（MOMONE）
- 恐怖驚魂夜 輪迴彩聲（日语：かまいたちの夜 輪廻彩声）（北野啓子[76]）
- 新次元戰記 戰機少女VII R（天王星渦芽／橙色之心[77]）
- 萌戰雙馬尾（日语：戦場のツインテール）（[78]）
- 天下統一計畫（武田勝賴[79]）
- 四女神Online Cyber Dimension Neptune（天王星渦芽[80]）
- 任性High-Spec（鹿苑寺薰子[81]）
- 超級機器人大戰X-Ω（日语：スーパーロボット大戦X-Ω）（小Z）
- 惡魔72（佛爾佛爾、安杜馬利烏士[82]）

2018年
- 魔物娘☆後宮（日语：モン娘☆は〜れむ）（小Z[83]）
- 少女前線（AA-12、芭莉斯塔）
- 怪物彈珠（雅奇菈、愛染明王）
- 永恆冒險（奧利維亞）

2019年
- Engage Princess ～沉睡的姬君與夢的魔法使（日语：エンゲージプリンセス〜眠れる姫君と夢の魔法使い〜）（裘里安[84]）
- 異界鎖鏈
- 動物朋友3（獅子[85]）

2020年
- 奇蹟女神力（天王星／、暗黑星）
- 盛開的阿斯諾特莉亞（岐伯[86]）
- 問答RPG 魔法使與黑貓維茲（[87]。）

2022年
- 明日方舟（风丸）
- 原神（「木偶」桑多涅）

2023年
- Fate/Grand Order（特拉洛克）

### 廣播劇CD
- 妹兄♡眠CD（曆[88]）
- 非正式時光（湯澤夢實[89]）
- Glass Heart Princess：PLATINUM（日语：Glass Heart Princess） 廣播劇CD ～穿越時空來的少女～（千賀皋月[90]）
- GIVEN 被贈與的未來（佐藤真冬〈幼少時期〉）
- 小惡魔緹莉與救世主!?（日语：小悪魔ティーリと救世主!?）（[91]）
- 薛丁格的貓耳少女（[92]）
- 超次元大戰戰機少女 VS SEGA主機娘夢幻合體特別版（廣播劇CD「樂屋裏的Girl's☆Talk」）（天王星渦芽）[注 4]
- 聽見向陽之聲 -幸福論-（サト）
- 百鍊霸王與聖約女武神（阿爾貝蒂娜、克里斯蒂娜[93]）
- 南鎌倉高校女子自行車社（森渚[94]）[注 5]
- 理想的小白臉生活（凡妮莎[95]）[注 6]

### 外語配音

#### 電影
- 魔由心生（Hannah〈Madison Lintz〉）
- 十二生肖（Bonnie〈張藍心〉）
- 繼承人生（Scottie King〈Amara Miller〉）
- 奪命回聲（英语：The Echo (2008 film)）（Katie〈Louise Linton〉）
- 鬼打牆（英语：Enter Nowhere）（Samantha〈Katherine Waterston〉）
- 神秘洞穴（英语：The Hole (2009 film)）（Julie Campbell〈海莉·班奈特〉）
- 噩夜（英语：In Fear）（Lucy〈Alice Englert〉）
- 我的極品前男友（Julie〈露德溫·塞尼耶〉）
- 頭家千金（英语：My Boss's Daughter）（Lisa Taylor〈泰拉·蕾〉）
- 果汁（英语：Syrup (film)）（六〈艾梅柏·希爾德〉）
- 失魂記憶（英语：The Taking of Deborah Logan）（Mia Medina〈Michelle Ang〉）
- 忍者龜：破影而出（亞歷桑德拉〈亞歷桑德拉·安布羅休〉）
- 空中驚魂 (2010年電影)（Betty）

#### 電視影集
- 鐵證懸案 (第6季)（少年時期的Seth Lundgren）
- 清道夫 (第3、4季)（Teresa〈Alyssa Diaz〉[96]）
- 矽谷群瞎傳（夏洛特）
- 陰松林 (第2季)（露西）

#### 動畫
- 恐龍王火山記（英语：Dino King 3D: Journey to Fire Mountain）（Jr.）
- 瓢蟲少女（Rose Lavillant、Juleca）
- 魔髮精靈

### 廣播節目
※記號表示網路廣播。
- 碧陽學園☆校內放送（2009年，《學生會的一存》電視動畫官方網站、角川動畫頻道）※
- 碧陽學園☆校內放送 放學後篇（2010年，《學生會的一存》電視動畫官方網站、角川動畫頻道）※
- 本多真梨子的王國（2011年－2013年，聲優animate（日语：アニメイトモバイルシリーズ））※[97]
- 日常的電台（2011年，《日常》電視動畫官方網站、Lantis web radio（日语：ランティスウェブラジオ））※
- 勇者時間！（2012年－2013年，HiBiKi Radio Station（日语：HiBiKi Radio Station））※
- 碧陽學園☆校內放送 Lv.2（2012年－2013年，《學生會的一存》電視動畫官方網站、角川動畫頻道）※
- （2013年－2014年，HiBiKi Radio Station）※
- 機械少女Z電台 聞全員Z！Plus（2015年，HiBiKi Radio Station）※[98]
- 祝姬 部出張版（2015年，HiBiKi Radio Station）※[99]
- 本多真梨子與戶田惠的真的耶！（2018年－2019年，超！A&G+、niconico頻道）※[100]

### 網路電視
- 鬼芋（niconico直播：試行發佈 2014年3月28日、隔週發佈 2014年4月8日－）－不定期出演。

### 旁白
- AMUSEMENT MEDIA 綜合學院（日语：アミューズメントメディア総合学院）（電台廣告）
- （OSCM）
- 蹴劇 -SHUGEKI-（亞瑟士運動用品的紀錄片動畫）

### 電視節目
- GirlsNews（日语：GirlsNews） ～聲優（2010年4月－2011年3月，Enter！371、PigooHD（日语：エンタ!959））
- （BS-TBS）－第14回（2011年7月3日播出）、新年會SP（2012年1月1日播出）

### 舞台
- 動畫★夢第2季 於東京惠比壽AMG劇院定期公演（常態出演：2009年12月25日－2010年5月1日）
- 劇團大富豪新手公演 「Doberman Road ～我們需要的東西…那就是勇氣！～」（2010年11月19日－21日，中野Studio Actre）[101]
- 朗讀劇（2011年1月27日、30日，中野口袋劇場）
- 汽油 Vol.6 『It's alive Unicorn 旗外 ～Platinum&Gold～』（主演：2011年10月26日－2011年10月30日）
- 朗讀活動「英探偵 ～～」(2012年1月6日，光丘IMA劇場）
- team.roughstyle 第3回公演『櫻物語』（2014年9月27－28日，遊空間）
- 朗讀&LIVE「湯！ 東京道 ～第1章～ 天湯」（2015年5月16日，四谷天窗）
- 屋本舗☆部 9（2016年6月30日、7月2日，THEATRES BONBON）
- 汽油 聆聽朗讀劇「Fan Letter」（2017年6月16日、18日，新宿奇蹟劇場）
- 屋本舗☆部 10（2017年12月6日，新宿常春藤劇場）[102]
- 屋本舗☆部 11（2018年8月18日，SHIDAX CULTURE HALL）
- 聲劇和樂團 第七回公演「輝夜姬」（「瓜子姬」主演：2019年8月30日－31日，紀尾井小廳（日语：紀尾井ホール））[103]

### 其它
- DAM（日语：DAM (カラオケ)）『Anison Vocal』「Treasure（日语：生徒会の一存のディスコグラフィ#Treasure）」[104]
- Netmarble 單曲[105]

## 音樂作品

### 角色歌曲
| 發行日期 | 標題                                                  | 名義                                                                 | 曲名                                        | 備註                                    |
| 2009年   | 2009年                                                | 2009年                                                               | 2009年                                      | 2009年                                  |
| -------- | ----------------------------------------------------- | -------------------------------------------------------------------- | ------------------------------------------- | --------------------------------------- |
| 11月11日 | Treasure                                              | 碧陽學園學生會                                                       | 「Treasure」                                | 電視動畫《學生會的一存》片頭主題曲      |
| 11月25日 | 妄想☆迷戀之物！                                       | 碧陽學園學生會                                                       | 「妄想☆！」                                 | 電視動畫《學生會的一存》片尾主題曲      |
| 11月25日 | 妄想☆迷戀之物！                                       | 碧陽學園學生會                                                       | 「上上下下左右左右BA」                      | 電視動畫《學生會的一存》片尾主題曲      |
| 11月25日 | 妄想☆迷戀之物！                                       | 碧陽學園學生會                                                       | 「☆」                                       | 電視動畫《學生會的一存》片尾主題曲      |
| 11月25日 | 妄想☆迷戀之物！                                       | 碧陽學園學生會 學生會長與書記                                        | 「妄想☆！ ～&知弦 ver.～」                  | 電視動畫《學生會的一存》相關歌曲        |
| 11月25日 | 妄想☆迷戀之物！                                       | 碧陽學園學生會 學生會長與書記                                        | 「上上下下左右左右BA ～&知弦 ver.～」       | 電視動畫《學生會的一存》相關歌曲        |
| 11月25日 | 妄想☆迷戀之物！                                       | 碧陽學園學生會 學生會長與書記                                        | 「☆ ～&知弦 ver.～」                        | 電視動畫《學生會的一存》相關歌曲        |
| 12月11日 | 學生會的一存 DVD第1卷特典CD                           | 櫻野玖璃夢（本多真梨子）                                             | 「妹」                                      | 電視動畫《學生會的一存》相關歌曲        |
| 12月25日 | 學生會的一存 Character Fandisc 櫻野玖璃夢             | 櫻野玖璃夢（本多真梨子）                                             | 「」                                        | 電視動畫《學生會的一存》相關歌曲        |
| 12月25日 | 學生會的一存 Character Fandisc 櫻野玖璃夢             | 櫻野玖璃夢（本多真梨子）                                             | 「違理解！」                                | 電視動畫《學生會的一存》相關歌曲        |
| 12月25日 | 學生會的一存 Character Fandisc 櫻野玖璃夢             | 櫻野玖璃夢（本多真梨子）                                             | 「？」                                      | 電視動畫《學生會的一存》相關歌曲        |
| 2010年   |                                                       |                                                                      |                                             |                                         |
| 1月15日  | 學生會的一存 DVD第2卷特CD                             | 櫻野玖璃夢（本多真梨子）                                             | 「弟白骨化」                                | 電視動畫《學生會的一存》相關歌曲        |
| 7月30日  | 電視動畫《學生會的一存》混音精選專輯『跳舞學生會』    | 碧陽學園學生會                                                       | 「Treasure ～thank you-big hit mix～」      | 電視動畫《學生會的一存》相關歌曲        |
| 7月30日  | 電視動畫《學生會的一存》混音精選專輯『跳舞學生會』    | 碧陽學園學生會                                                       | 「妄想☆！ ～delusions of grandeur mix～」   | 電視動畫《學生會的一存》相關歌曲        |
| 7月30日  | 電視動畫《學生會的一存》混音精選專輯『跳舞學生會』    | 櫻野玖璃夢（本多真梨子）                                             | 「長宣言！ ～Kurimu→Crimson→Akachan mix～」 | 電視動畫《學生會的一存》相關歌曲        |
| 2011年   |                                                       |                                                                      |                                             |                                         |
| 8月10日  | 日常5 人生                                            | 相生祐子（本多真梨子）                                               | 「人生」                                    | 電視動畫《日常》相關歌曲                |
| 8月10日  | 日常5 人生                                            | 相生祐子（本多真梨子）                                               | 「百連」                                    | 電視動畫《日常》相關歌曲                |
| 2012年   |                                                       |                                                                      |                                             |                                         |
| 9月28日  | 電視動畫《學生會的一存》精選專輯『圓滿的學生會』      | 碧陽學園學生會 學生會長與書記                                        | 「上上下下左右左右BA ～ver.～」             | 電視動畫《學生會的一存》片尾主題曲      |
| 9月28日  | 電視動畫《學生會的一存》精選專輯『圓滿的學生會』      | 碧陽學園學生會                                                       | 「妄想☆！ ～!! 知弦ver.～」                 | 電視動畫《學生會的一存》片尾主題曲      |
| 9月28日  | 電視動畫《學生會的一存》精選專輯『圓滿的學生會』      | 櫻野玖璃夢（本多真梨子）                                             | 「」                                        | 電視動畫《學生會的一存》相關歌曲        |
| 11月21日 | 腦內ONLY                                              | team.Altair                                                          | 「ONLY（Original Version）」                | 遊戲《star plus one！》相關歌曲         |
| 11月21日 | 腦內ONLY                                              | team.Altair                                                          | 「（Original Version）」                    | 遊戲《star plus one！》相關歌曲         |
| 11月21日 | 腦內ONLY                                              | 篠之森真夜（本多真梨子）                                             | 「ONLY ～真夜ver.～」                       | 遊戲《star plus one！》相關歌曲         |
| 11月21日 | 腦內ONLY                                              | 篠之森真夜（本多真梨子）                                             | 「 ～真夜ver.～」                           | 遊戲《star plus one！》相關歌曲         |
| 11月23日 | Precious                                              | 碧陽學園學生會 Lv.2                                                  | 「Precious」                                | 電視動畫《學生會的一存 Lv.2》片頭主題曲 |
| 11月23日 | Precious                                              | 櫻野玖璃夢（本多真梨子）                                             | 電視動畫《學生會的一存 Lv.2》相關歌曲       |                                         |
| 11月23日 | Precious                                              | 櫻野玖璃夢（本多真梨子）                                             | 電視動畫《學生會的一存 Lv.2》相關歌曲       | 「Precious ～Mariko solo Mix～」        |
| 11月23日 | Precious                                              | 碧陽學園學生會 Lv.2                                                  | 電視動畫《學生會的一存 Lv.2》相關歌曲       | 「Treasure Lv.2」                       |
| 2013年   |                                                       |                                                                      |                                             |                                         |
| 1月25日  | 學生會的一存 Lv.2 學生會的精選集                      | 碧陽學園學生會 Lv.2                                                  | 「Fo(u)r Seasons」                          | 電視動畫《學生會的一存 Lv.2》片尾主題曲 |
| 1月25日  | 學生會的一存 Lv.2 學生會的精選集                      | 碧陽學園學生會 Lv.2                                                  | 「羊一匹二匹」                              | 電視動畫《學生會的一存 Lv.2》片尾主題曲 |
| 1月25日  | 學生會的一存 Lv.2 學生會的精選集                      | 碧陽學園學生會 Lv.2                                                  | 「KIZUNA」                                  | 電視動畫《學生會的一存 Lv.2》片尾主題曲 |
| 1月25日  | 學生會的一存 Lv.2 學生會的精選集                      | 碧陽學園學生會 Lv.2                                                  | 「超☆」                                     | 電視動畫《學生會的一存 Lv.2》片尾主題曲 |
| 1月25日  | 學生會的一存 Lv.2 學生會的精選集                      | 碧陽學園學生會 Lv.2                                                  | 「BLUE SKY」                                | 電視動畫《學生會的一存 Lv.2》片尾主題曲 |
| 1月25日  | 學生會的一存 Lv.2 學生會的精選集                      | 櫻野玖璃夢（本多真梨子）                                             | 「Pure Pure Canvas」                        | 電視動畫《學生會的一存 Lv.2》片尾主題曲 |
| 1月25日  | 學生會的一存 Lv.2 學生會的精選集                      | 櫻野玖璃夢（本多真梨子）                                             | 「Fo(u)r Seasons ～Spring mix～」           | 電視動畫《學生會的一存 Lv.2》相關歌曲   |
| 1月25日  | 學生會的一存 Lv.2 學生會的精選集                      | 櫻野玖璃夢（本多真梨子）                                             | 「羊一匹二匹 ～～」                         | 電視動畫《學生會的一存 Lv.2》相關歌曲   |
| 4月11日  | 英國偵探神秘事件 角色歌曲系列vol.3                    | 塞拉·馬普爾（本多真梨子）                                            | 「三日月」                                  | 遊戲《英國偵探神秘事件》相關歌曲        |
| 2014年   |                                                       |                                                                      |                                             |                                         |
| 1月29日  | 機械少女Z                                             | 機械♡少女隊                                                          | 「Z」                                       | 電視動畫《機械少女Z》片頭主題曲         |
| 1月29日  | 機械少女Z                                             | 機械少女Team Z                                                       | 「Z！」                                     | 電視動畫《機械少女Z》片尾主題曲         |
| 2015年   |                                                       |                                                                      |                                             |                                         |
| 4月22日  | blue moment                                           | BOB                                                                  | 「blue moment」                             | 電視動畫《干支魂》片尾主題曲            |
| 6月17日  | 干支魂 角色歌曲迷你專輯(3) 最強企劃！目標干支ppu☆Idol | 兔寶（相優歌）、小馬（小澤亞李）、奇奇（戶田惠）、小狗（本多真梨子） | 「最強！干支☆」                             | 電視動畫《干支魂》相關歌曲              |
| 6月17日  | 干支魂 角色歌曲迷你專輯(3) 最強企劃！目標干支ppu☆Idol | 奇奇（戶田惠）、小狗（本多真梨子）                                   | 「！」                                      | 電視動畫《干支魂》相關歌曲              |
| 6月17日  | 干支魂 角色歌曲迷你專輯(3) 最強企劃！目標干支ppu☆Idol | 小狗（本多真梨子）                                                   | 「blue moment［！ver.］」                   | 電視動畫《干支魂》相關歌曲              |
| 2020年   |                                                       |                                                                      |                                             |                                         |
| 3月31日  | －                                                    | 佛爾佛爾（本多真梨子）、大袞（山岡百合）                             | 「「」                                      | 遊戲《惡魔72》相關歌曲                  |

## 腳註

## 外部連結
- 本多真梨子｜amuleto （页面存档备份，存于） （日語）
- （日語）－本多真梨子的官方個人部落格（第2代部落格，2011年3月30日啟用）。
- 本多真梨子的X（前Twitter） （日語）
- （日語）